# كريستوفر هامبسون
كريستوفر هامبسون (بالإنجليزية: Christopher Hampson)‏ هو مصمم رقص بريطاني، ولد في 31 مارس 1973 في Middleton, Greater Manchester ‏ في المملكة المتحدة.